# József Attila-szobor (Makó)

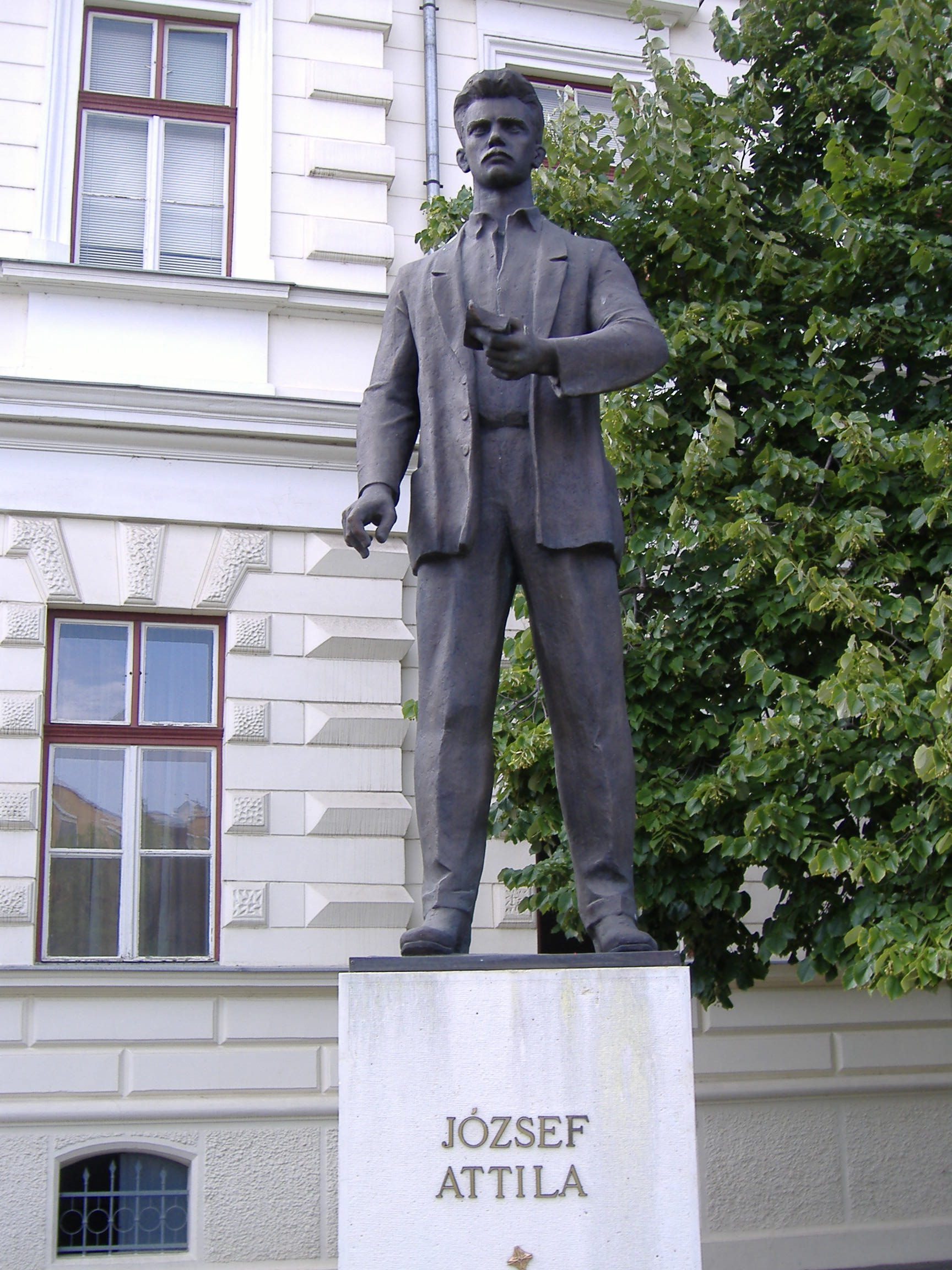
A költő szobra

József Attila egész alakos, betontalapzatú makói szobra a belvárosban, a költőről elnevezett gimnázium előtti téren áll. Tar István Munkácsy Mihály-díjas szobrász alkotása.
Állami megrendelésre készült, a kor szellemének megfelelően József Attilát eszményítetten ábrázolja, kezében egy versével. A Makón diákéveit töltő költő halálának huszadik évfordulóján, 1957-ben avatták föl. Hosszú ideig a város főterén állt, a szökőkút és a Megriadt nő szobra mellett. Később elkészült a szobor másolata, amely Veszprémben kapott helyet.
Jelenlegi helyére a főtér rekonstrukciójakor, József Attila születésének centenáriumakor, 2005-ben került a Művelődési Bizottság, valamint a Városüzemeltetési és Fejlesztési Bizottság elnökeinek javaslata alapján. A szobor körül díszköves-virágos apró teret is kialakítottak.